# Zapora Sobradinho
Zapora Sobradinho – zapora i elektrownia wodna na rzece São Francisco w północnej części stanu Bahia w Brazylii. Budowa obiektu ukończona została w 1982 roku w oparciu o środki finansowe uzyskane z Banku Światowego.
Całkowita długość zapory wynosi 12,5 kilometra a jej średnia wysokość 41 metrów. Całkowita moc funkcjonującej w ramach zapory elektrowni wodnej wynosi 1050 (6 × 175) MW.
Następstwem budowy zapory stało się powstanie sztucznego rezerwuaru wodnego Sobradinho. Jest on największym w Brazylii i dwunastym pod względem wielkości sztucznym zbiornikiem wodnym na świecie.
Konsekwencją powstania zapory Sobradinho stało się zalanie obszaru o powierzchni ponad czterech tysięcy kilometrów kwadratowych i wysiedlenie z miejsca dotychczasowego zamieszkania około 72 tysięcy osób.